# ムジカ (ティーハウス)
ムジカ (Tea House MUSICA) は、兵庫県芦屋市に店舗を構える紅茶専門店。

## 歴史・概要
1952年に現在（2013年に芦屋に移転した時点）のオーナーの父が大阪・堂島にて創業。日本で初めて本格的にポットで紅茶を供した店とされる。
インド、スリランカ、アフリカなどから商社を通さず独自ルートで茶葉を直輸入し、茶葉の小売・卸売りも行っている。
当初はコーヒー主体の喫茶店だったが、1970年代に紅茶専門店となった。堂島内で2度店舗を移転している。
かつての堂島本店ではカフェレストラン「トゥー・レ・ジュール」を併設し、ジャズやクラシックのライブコンサートも頻繁に行われていた。
長らく支店を出さなかったが、2004年に神戸・元町に2号店（神戸市中央区三宮町3丁目）をオープンした。
2013年10月に、61年間営業していた堂島本店を閉店し、2013年11月1日に芦屋の店舗を開店。カフェ・レストランは併設せず、茶葉・周辺商品の販売に集約している。

## 関連書
現オーナーの著書
- 『カルカッタのチャイ屋さん』 堀江敏樹 南船北馬舎 ISBN 4-931246-09-5 C0026
- 『紅茶の本 -増補改訂版-』 堀江敏樹 南船北馬舎 ISBN 4-931246-04-4 C0077
- 『紅茶で遊ぶ観る考える』 堀江敏樹 南船北馬舎 ISBN 4-931246-06-0 C0077
- 『紅茶の本 決定版』 堀江敏樹 南船北馬舎 ISBN 4-931246-20-6 C0077
- 『ティープリーズ』 堀江敏樹 南船北馬舎 ISBN 4-931246-27-3 C0077